# Cervus
Cervus és un gènere de cérvol de la família Cervidae. Dintre d'ell s'hi inclouen com a mínim deu espècies de cérvols «autèntics», els quals estan distribuïts per l'Hemisferi nord, especialment a l'Àsia, on s'originà probablement aquest gènere.

## Taxonomia
- Cervus albirostris- Cérvol blanc
- Cervus alfredi- Cérvol tacat de les Filipines
- Cervus canadensis - Uapití
- Cervus elaphus- Cérvol roig
- Cervus eldii- Cérvol d'ELD
- Cervus mariannus- Cérvol castany de les Filipines o Filipines Samba
- Cervus nippon- Cérvol Sikaa
- Cervus timorensis- Cérvol Rus o Samba Sunda
- Cervus unicolor- Cérvol Samba

En algunes ocasions, s'inclouen dins del gènere Cervus la daina europea com a Cervus damai a la daina persa com Cervus mesopotàmica. Tanmateix, les daines presenten les suficients diferències anatòmiques perquè la major part dels zoòlegs els adscriguin a un gènere propi, Dama.